# Teratochernes mirus
Teratochernes mirus es una especie de arácnido  del orden Pseudoscorpionida de la familia Chernetidae que se encuentra en Pohnpei, en las Islas Carolinas.